# Matjaž Zupan
Matjaž Zupan (Kranj, Yugoslavia, 27 de septiembre de 1968) es un deportista esloveno que compitió para Yugoslavia en salto en esquí. 
Participó en tres Juegos Olímpicos de Invierno, entre los años 1988 y 1994, obteniendo una medalla de plata en Calgary 1988, en la prueba de trampolín grande por equipo (junto con Primož Ulaga, Matjaž Debelak y Miran Tepeš).

## Palmarés internacional
| Representando a Yugoslavia |                  |                  |                |
| Juegos Olímpicos           |                  |                  |                |
| Año                        | Lugar            | Medalla          | Prueba         |
| 1988                       | Calgary (Canadá) | Medalla de plata | TG por equipos |